# 潘恂
潘恂（?—?），安徽桐城人，清朝政治人物。
乾隆七年（1742年），登進士。曾于1750年接替叶品任上海县知县一职，1752年由李希舜接任。